# غوردون بينيت
غوردون بينيت (بالإنجليزية: Gordon Bennett)‏ هو كاهن كاثوليكي أمريكي، ولد في 21 أكتوبر 1946 في دنفر في الولايات المتحدة.